# Wspólnota administracyjna Volkach
Wspólnota administracyjna Volkach – wspólnota administracyjna (niem. Verwaltungsgemeinschaft) w Niemczech, w kraju związkowym Bawaria, w rejencji Dolna Frankonia, w regionie Würzburg, w powiecie Kitzingen. Siedziba wspólnoty znajduje się w mieście Volkach. Powstała 1 maja 1978.
Wspólnota administracyjna zrzesza jedną gminę miejską (Stadt) oraz dwie gminy wiejskie (Gemeinde): 
- Nordheim am Main, 1 026 mieszkańców, 5,30 km²
- Sommerach, 1 415 mieszkańców, 5,67 km²
- Volkach, miasto, 9 014 mieszkańców, 60,19 km²